# Francis Annesley, 1:e viscount Valentia

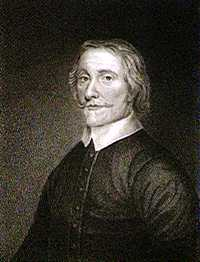
Francis Annesley, 1:e viscount Valentia.

Francis Annesley, 1:e viscount Valentia, född onkring 1585, död i november 1660, var en engelsk politiker, far till Arthur Annesley, 1:e earl av Anglesey.
Annesley, som 1628 upphöjdes till baron Mountnorris, förvärvade under 1600-talets första decennier stora gods på Irland och var en av ledarna för Ulsters kolonisation. År 1618 blev han statssekreterare för Irland, och 1625 anförtroddes honom ledningen av öns finansväsen. När sir Thomas Wentworth sattes att styra Irland (1633), kom han genast i delo med lord Mountnorris. Denne anklagades för försnillning och berövades sina ämbeten, och Wentworth lät döma honom till döden för upproriskt tal (1635). Domen – som allmänt ansågs hård och orättvis – upphävdes 1641 av "långa parlamentet", och Mountnorris (som 1642 fått titeln viscount Valentia) tjänstgjorde en tid under Henry Cromwell ånyo som irländsk statssekreterare.